# Hexatoma brevioricornis
Hexatoma brevioricornis là một loài ruồi trong họ Limoniidae. Chúng phân bố ở miền Tân bắc.